# Pere Cererols
Pere Cererols o Serarols (Reus, 1733 - Poblet, finals del segle xviii) va ser Abat de Poblet.
Eduard Toda en dona una petita nota biogràfica. Era d'una família originària de Sallent, emparentat amb els Torres i Serarols, d'on prové Torres Amat. Marxà a Poblet el 1749 on entrà com a novici. Enviat pel monestir a estudiar a Cervera, on l'orde tenia el Col·legi de sant Bernat, adscrit a la Universitat, tornà a Poblet llicenciat en Teologia. El 1764 va ser nomenat Prior del priorat de sant Vicent Màrtir, a València, que patia de mala administració. Establí unes Ordinacions noves pel convent, que també afectaven al comportament dels monjos, fins aquell moment de vida més aviat laxa, i endreçà els comptes. Es va estar uns anys a València, i el 1787 tornava a Poblet. El 1794 era a Madrid defensant els interessos del convent, i fou nomenat Abat de Poblet de Reial Ordre. Les intrusions de Madrid a l'Abadia de Poblet venien de lluny. Agustín Vázquez de Varela, un dels abats anteriors, havia estat nomenat per Carles III, però en ser nomenat bisbe de Solsona, va ser abat interinament Anselmo Troncoso, fins que d'una terna proposada pel Vicari general de la Congregació Aragonesa va ser nomenat abat per Carles IV, Pere Cererols. L'exercici de les seves funcions no va ser fàcil, ja que l'orde del Cister volia reformar l'organització dels monestirs i va enviar al Vicari general de la Congregació a Poblet, amb noves disposicions de funcionament. La majoria de monjos van oposar-se als canvis, molt més restrictius, però Cererols i set monjos més els acataren. El 1797 va acabar el seu mandat d'abat, i devia morir poc després, perquè el seu nom no surt a cap llista de la comunitat pobletana des d'aquesta data.